# Боз-Депе
Боз-Депе — гора в Краснодарском крае.

## Географические характеристики
Расположена в верховьях рек Гунайка, Хадажка (бассейн реки Пшиш) и Туха (бассейн реки Пшеха). Высота составляет 1080 м.

## Топонимика
Название горы тюркского происхождения. Слово депе означает «холм», «бугор». В переводе слова боз существуют варианты:
А. В. Твёрдый указывает «серый» единственным вариантом перевода и считает, что название «серая гора» обусловлено тёмно-серой горной породой, слагающей вершину горы.
В. Н. Ковешников выделяет другое значение слова боз — «злаковая степь» — и выводит в качестве значения топонима «вершина с субальпийскими лугами». Он также упоминает и возможность перевода названия горы как «серая вершина».